# Schismus inermis
Schismus inermis är en gräsart som först beskrevs av Otto Stapf, och fick sitt nu gällande namn av Charles Edward Hubbard. Schismus inermis ingår i släktet fransgrässläktet, och familjen gräs. Inga underarter finns listade i Catalogue of Life.